# راندولف سكوت
كان راندولف سكوت (23 من يناير 1898م ــ 2 من مارس 1987م) ممثلاً سينمائيًا امتد مشواره الفني من عام 1928م إلى 1962م. وكرجل رائد للجميع باستثناء السنوات الثلاث الأولى من حياته المهنية السينمائية، ظهر سكوت في العديد من الأنماط، منها الدراما الاجتماعية، والدراما الجنائية، والكوميديا، والأفلام الموسيقية (وإن كان يقوم فيها بأدوار غير راقصة وأدوار غير غنائية)، وحكايات المغامرات، والأفلام الحربية، وبعض أفلام الرعب وأفلام الفانتازيا (fantasy). ومع ذلك، فإن صورته الدائمة كانت في دور البطل الغربي في طويل في السرج (tall-in-the-saddle). 60 فيلم من أفلامه التي فاقت المائة فيلم هي من النوع الغربي؛ ونظرًا لذلك «كان سكوت أكثر الممثلين المرتبطين بالأفلام الغربية.»
ونتاجًا لعمله كممثل في الأفلام لأكثر من 30 عامًا، عمل سكوت مع العديد من مخرجي الأفلام المشهود لهم، من بينهم هنري كينغ، وروبين ماموليان، وميشيل كورتيز، وجون كرومويل، وكينغ فيدور، وألان دوان، وفريتز لانغ، وسام بيكنبا. كما عمل أيضًا في مناسبات عدة مع مخرجين بارزين: هنري هاثاواي (Henry Hathaway) (ثماني مرات)، وراي إنرايت (سبع مرات)، ادوين آر مارين (سبع مرات)، أندريه دي توث (ست مرات)، وأبرزها، أفلامه السبعة التي تعاون فيها مع بود بويتشر (Budd Boetticher).
كما عمل سكوت مع عدد من رائدات السينما، من بينهن شيرلي تمبل وإيرين دن وماي ويست ومارلين ديتريش. وظهر أيضًا مع جين تيرني، وآن شيريدان، ومورين اوهارا، ونانسي كارول، ودونا ريد، وجيل روسل، ومارغريت سولافان، وفرجينيا مايو، وبيبي دانيلز، وكارول لومبارد، وجوان بينيت.
بطوله (6 أقدام؛ 2.5 إنشًا؛ 189 سم)، ونحافته، ووسامته، قدم سكوت سحرًا هادئًا وتشدقًا غزليًا جنوبًا في أفلامه الأولى التي ساعدت في إزاحة القيود التي كانت تكبله كممثل، حيث كان كثيرًا ما يُرى صارمًا أو «متثاقلاً». وعندما نضج سكوت، تحسن أداؤه بينما أصبحت سماته مصقولة، الأمر الذي حوله إلى بطل مثالي من النوع «القوي قليل الكلام». مرافق BFI للنوع الغربي أشار بأن:
في أفلامه الغربية الأولى ـــ كان سكوت شخصية مبتهجة، وهادئة، وحلوة الشمائل، ولكن بلمحة لازمة من الصلابة. لكنه عندما نضج في سن الخمسينيات تغيرت أدواره. فبشكل متزايد أصبح سكوت الرجل الذي يعرف كل شيء، والذي عانى من الآلام والخسارة والقسوة، والذي بلغ الآن (ولكن بأي تكلفة؟) هادئًا وبدون تقلبات.
وخلال أوائل الخمسينيات، كان سكوت نجم شباك متماسكًا. ففي أعلى عشرة اقتراعات بالذكرى السنوية لأفلام هيرالد السنيمائية (Motion Picture Herald)، حصل سكوت على المرتبة العاشرة في عام 1950م، والثامنة في عام 1951م، والمرتبة العاشرة مرة أخرى في عام 1952م. كما ظهر سكوت أيضًا في كويغلي لأعلى عشرة صناع مال (Top Ten Money Makers Poll) من عام 1950م إلى عام 1953م.

## قائمة المصادر
- Crow, Jefferson Brim, III. Randolph Scott: The Gentleman From Virginia. Silverton, Idaho: Wind River Publishing, 1987. ISBN 0-940375-00-1.
- Everson, William K. The Hollywood Western: 90 Years of Cowboys and Indians, Train Robbers, Sheriffs and Gunslingers, and Assorted Heroes and Desperados. New York: Citadel Press, 1992, First edition 1969. ISBN 978-0-8065-1256-3.
- Halliwell's Film Guide 2008 (Halliwell's the Movies That Matter). New York: Harper Collins, 2008. ISBN 978-0-00-726080-5.
- Mueller, John. Astaire Dancing: The Musical Films. New York: Alfred A. Knopf, 1985. ISBN 0-394-51654-0.
- Nott, Robert. The Films of Randolph Scott. Jefferson, North Carolina: McFarland & Company, 2004. ISBN 0-7864-1797-8
- Nott, Robert.  Last of the Cowboy Heroes: The Westerns of Randolph Scott, Joel McCrea, and Audie Murphy. Jefferson, North Carolina: McFarland, 2005, First edition 2000. ISBN 978-0-7864-2261-6.
- Scott, C.H. Whatever Happened to Randolph Scott? Madison, North Carolina: Empire Publishing, 1994. ISBN 0-944019-16-1.

## وصلات خارجية
- راندولف سكوت على موقع IMDb (الإنجليزية)
- راندولف سكوت على موقع الموسوعة البريطانية (الإنجليزية)
- راندولف سكوت على موقع ألو سيني (الفرنسية)
- راندولف سكوت على موقع أول موفي (الإنجليزية)
- راندولف سكوت على موقع قاعدة بيانات الأفلام السويدية (السويدية)
- راندولف سكوت على موقع إن إن دي بي (الإنجليزية)
- راندولف سكوت على موقع قاعدة بيانات الفيلم (الإنجليزية)
- راندولف سكوت على موقع كينوبويسك (الروسية)
- Randolph Scott في التاريخ الافتراضي